# Josua

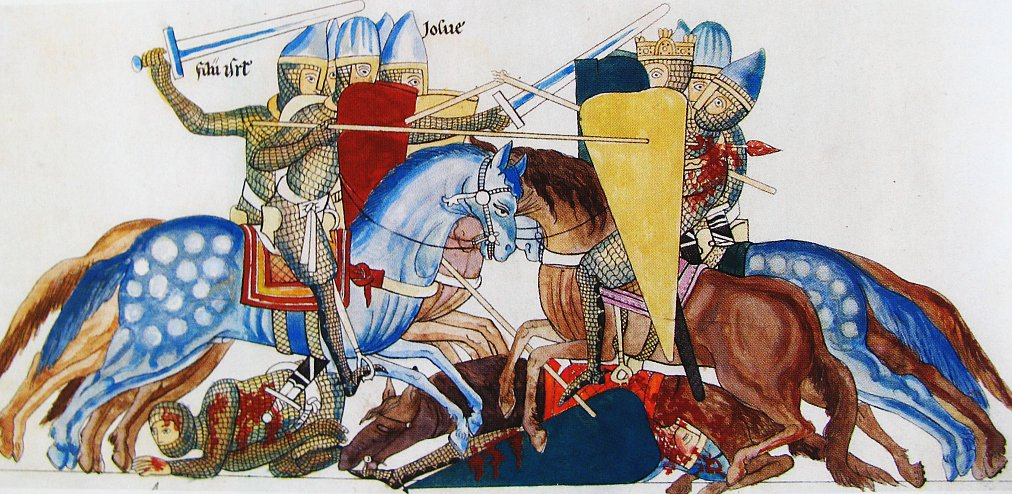
Josua, der Sohn Nuns, im Kampf mit dem König der Amalekiter, Darstellung aus dem Hortus Deliciarum der Herrad von Landsberg, um 1175

Josua [ˈjoːzu̯a] ist ein männlicher Vorname.
Ein prominenter Namensträger war der israelitische Führer Josua, der Sohn Nuns. Auch Jesus von Nazaret trug diesen Namen, allerdings hat sich durch die Überlieferung des Neuen Testaments die gräzisierte Namensvariante etabliert.

## Herkunft und Bedeutung
Beim Namen Josua handelt es sich um die deutsche, norwegische und schwedische Form des hebräischen Namens יְהוֹשֻׁעַ jəhōšuaʿ.
Für gewöhnlich wird der Name als Zusammensetzung des Gottesnamens יהוה jhwh mit der Wurzel ישׁע jšʿ „Hilfe“, „Heil“, „Rettung“ angesehen und mit „der Herr ist Hilfe“ oder „der Herr hilft/rettet“ übersetzt. Dies steht im Einklang sowohl mit der Etymologie des Namens Jesu in Mt 1,21  als auch mit dem ursprünglichen Namen des Josua ben Nun, der Hoschea lautet (Num 13,16 ). So ist der Name als Vertrauensname zu verstehen.
Selten werden andere Herleitungen in Erwägung gezogen. William F. Albright leitet den Namen von der arabischen Wurzel ġauṯ „Hilfe“ ab. Eduard König gibt zwar die Möglichkeit der Herleitung von ישׁע jšʿ an, leitete den Namen in Anlehnung an die arabische Wurzel wasiʿa von שׁוע ab und übersetzt: „der Herr ist Freigebigkeit/Großmut“. Diese Herleitung lehnt Noth jedoch explizit ab, worauf auch andere Autoren verweisen.
Bei Josua handelt es sich um den ersten JHWH-haltigen Namen im Alten Testament.

## Verbreitung
Der Name Josua ist weltweit nicht sehr verbreitet.
In Schweden tragen aktuell 202 Männer diesen Vornamen, bei 109 davon handelt es sich um den Rufnamen (Stand 2022). Auch in Finnland kommt der Name gelegentlich vor. Dort tragen, Stand 2022, 314 Männer diesen Namen.
In Österreich erreichte Josua im Jahr 2020 Rang 604 der Vornamenscharts, für den Zeitraum von 1984 bis 2020 belegt er mit 159 Namensträgern Rang 518 der Statistik. In der Schweiz tragen 737 Jungen und Männer den Vornamen Josua (Stand 2020).
In Deutschland war der Name Josua nie weit verbreitet. Laut Knud Bielefeld verzeichnete sich seit 2010 ein Aufwärtstrend des Namens. Im Jahr 2021 lag Josua auf Rang 322 der Vornamenscharts.

## Varianten

### Biblische Varianten
In den verschiedenen antiken Bibeln werden verschiedene Varianten des Namens bezeugt.
| Sprache       | Bibelübersetzung                 | Schreibweise                                 | Schreibweise |
| Sprache       | Bibelübersetzung                 | AT                                           | NT           |
| ------------- | -------------------------------- | -------------------------------------------- | ------------ |
| Hebräisch     | Masoretischer Text               | יְהוֹשֻׁעַ jəhōšuaʿ, יְהוֹשׁוּעַ jəhōšūaʿ, יֵשׁוּעַ jēšūaʿ | יֵשׁוּעַ jēšūaʿ  |
| Syrisch       | Peschitta                        | ܝܫܘܥ yešūᶜ                                   | ܝܫܘܥ yešūᶜ   |
| Altgriechisch | LXX und Novum Testamentum Graece | Ἰησοῦς Iēsûs                                 | Ἰησοῦς Iēsûs |
| Latein        | Vulgata                          | Iosue                                        | Iesus        |
| Deutsch       | verschiedene Übersetzungen       | Josua, Jeschua                               | Jesus, Josua |

### Namensform Jesus
Vermutlich zurückzuführen auf die Vulgata, die lateinische Übersetzung der Bibel, die lange den kirchlichen und theologischen Gebrauch dominierte, etablierten sich in Deutschland sowie den meisten anderen Ländern für den hebräischen Namen יְהוֹשֻׁעַ jəhōšuaʿ zwei verschiedene Namensvarianten: Josua im alttestamentlichen Gebrauch, abgeleitet vom hebräischen יְהוֹשֻׁעַ jəhōšuaʿ, und Jesus für Jesus von Nazaret (eigentlich יֵשׁוּעַ jēšūaʿ), abgeleitet vom griechischen Ἰησοῦς Iēsûs.

### Weitere Namensvarianten
- Albanisch: Isa, Jezui
- Amharisch: ኢየሱስ ʿjss
- Arabisch: عيسى, DMG ʿĪsā (Isa, Issa)
  - Christlich: يسوع, DMG yasūʿ
  - Jüdisch: يوشع, DMG yūšʿ
- Aserbaidschanisch: Yuşə, İsa
- Dänisch: Josva, Jesus
- Deutsch: Joschua, Jesus
  - Diminutiv: Josch, Joschka
- Englisch: Joshua, Johusa, Jesus
  - Diminutiv: Josh
- Finnisch: Joosua, Jeesus
- Französisch: Josué, Jésus
- Griechisch: Ἰησοῦς Iēsûs, Aussprache: Īsūs
- Hawaiianisch: Iokua, Iesū
- Hebräisch: יְהוֹשֻׁעַ jəhōšuaʿ
  - Jüdisch für Jesus: יְשׁוּ jəšū
  - Christlich für Jesus: יֵשׁוּעַ jēšūaʿ
  - Diminutiv: יֵשׁוּעַ jēšūaʿ
- Italienisch: Giosuè, Gesù
  - Rätoromanisch: Giosch
  - Latein: Iesus, Iosue
- Isländisch: Jósúa, Jesús
- Kroatisch: Jošua, Isus
- Niederländisch: Jozua, Jozuä, Jezus
  - Diminutiv: Jos
- Persisch: عیسی, DMG ʿĪsā
- Polnisch: Jozue, Jezus
- Portugiesisch: Josué, Jesus
  - Galicisch: Xesús
- Rumänisch: Iosua, Isus
- Spanisch: Josué, Jesús
  - Baskisch: Josu
  - Diminutiv: Chucho, Chus, Chuy
- Tschechisch: Jozue, Ježíš
- Türkisch: İsa, Yuşa
- Ungarisch: Józsua, Józsué, Jézus

Weibliche Varianten des Namens sind Chus und Jesusa (Spanisch) sowie Josune (Baskisch).

## Namenstage
- Der Namenstag für Josua, den Sohn Nuns, wird in den römisch-katholischen, orthodoxen, koptischen und armenischen Kirchen sowie der LC-MS am 1. September gefeiert.[16] Parallel zum 1. September ist in der koptischen Kirche der 20. Juni zusätzlicher Gedenktag. In der armenischen Kirche sind der 17. Januar und der 26. Dezember zusätzliche Gedenktage, die liturgische Feier findet am zweiten Donnerstag nach dem Verklärungssonntag statt.[16]
- Die evangelisch-lutherischen Kirchen gedenken am 3. August des Theologen Josua Stegmann.[17]

## Bekannte Namensträger

### Biblische Namensträger
- Josua, der Sohn Nuns, Nachfolger des Mose und Heerführer. Nach ihm benannt ist das Buch Josua.
- Josua, Grundbesitzer eines Feldes in Bet Schemesch, wo sich die Bundeslade eine Zeitlang befand 1 Sam 6,14-18 EU
- Josua, Stadtoberster in Jerusalem zur Zeit König Josias. 2 Kön 23,8 EU.
- Jeschua, der Sohn Jozadaks, des ersten nachexilischen Hohepriesters in Hag 1 EU Hag 2,2-4 EU Sach 3,1-9 EU. In den Büchern Esra und Nehemia wird er Jeschua genannt. In Übersetzungen wie der Menge-Bibel wird er als Josua bezeichnet.[18]

### Antike
- Jehoschua ben Chananja (ca. 1.–2. Jahrhundert), auch: Josua ben Chananja, Tannaim
- Jehoschua ben Qorcha (ca. 1.–2. Jahrhundert), auch: Josua ben Qorcha, jüdischer Gelehrter des Altertums
- Jehoschua ben Levi (ca. 3. Jahrhundert), auch: Josua ben Levi, bedeutender Amoräer der 1. Generation
- Josua Stylites (ca. 5.–6. Jahrhundert), gilt traditionell als Verfasser einer etwa 507 entstandenen Chronik über die Ereignisse im spätantiken Syrien

### Mittelalter
- Mose ben Josua von Narbonne (* 13. Jahrhundert oder 14. Jahrhundert; † nach 1362), jüdischer Gelehrter
- Josua ben Josef Lorki (gest. ca. 1419), jüdischer Arzt

### Frühe Neuzeit
- Josua Maaler (1529–1599), Schweizer Pfarrer und Lexikograph
- Johann Josua Löner (auch: Löhner, Loner; * um 1535, † 1595), deutscher lutherischer Theologe
- Josua Opitz (* um 1542; † 1585), deutscher lutherischer (flacianischer) Theologe und Pädagoge
- Andreas Josua Ulsheimer (auch Ultzheimer; * 1578; † nach 1616), deutscher Arzt und Weltreisender
- Josua Stegmann (1588–1632), deutscher Theologe und Kirchenliederdichter
- Josua Wegelin (1604–1640), deutscher Geistlicher und Dichter
- Josua Arnd (auch: Arndius, Arndt; 1626–1687), deutscher evangelischer Theologe, Historiker und Kirchenlieddichter
- Josua Schwartz (1632–1709), deutscher Theologe und Generalsuperintendent
- Josua de Grave (1643–1712), niederländischer Maler
- Cuno Josua von Bülow (1658–1733), kurbraunschweigischer General-Feldmarschall
- Johann Josua Mosengel (1663–1731), deutscher Orgelbauer
- Josua Harrsch (1669–1719), deutscher Pfarrer und Pionier
- Georg Josua du Plat (1722–1795), kurhannoverscher Generalleutnant und Kartograf
- Johann Josua Lemme (1756–1824), Politiker der Freien Stadt Frankfurt
- Josua Albu (1767–1832), deutscher Rabbiner
- Josua Sylvander (1769–1833), schwedischer Anwalt und Politiker
- Johann Josua Stutzmann (1777–1816), deutscher Philosoph
- Carl Josua Preumayr (1780–1849), deutscher Musiker
- Josua Hasenclever (1783–1853), deutscher Kaufmann
- Josua Heilmann (1796–1848), Techniker und Erfinder der Handstickmaschine

### 19. Jahrhundert bis Gegenwart
- Josua Heschel Kuttner (1803–1878), Rabbiner
- Eleasar Ben David Josua Hoeschel (1803–1868), auch: Lazar Horowitz, Oberrabbiner von Wien
- Josue Jean Philippe Valeton der Ältere (1814–1906), niederländischer reformierter Theologe und Orientalist
- Josua Höschel Schorr (1818–1895), österreichischer Publizist und jüdischer Gelehrter
- Hermann Josua Anton Freiherr Dahlen von Orlaburg (1828–1887), auch: Hermann Dahlen von Orlaburg, österreichischer Offizier
- Josua von Gietl (1847–1922), deutscher Maler
- Josua Glaser (1831–1885), österreichischer Rechtswissenschaftler und liberaler Politiker
- Josua Hezekiel Kjellgren (1838–1901), schwedischer Politiker
- Josua Steinberg (1839–1908), russisch-jüdischer Gelehrter
- Josua Lindahl (1844–1912), schwedisch-amerikanischer Zoologe
- Josua Zweifel (1854–1895), Schweizer Händler und Afrikaforscher
- Jehoschua Hankin (1864–1945), auch: Josua Hankin, zionistischer Pionier
- Josua Mjöberg (1876–1971), schwedischer Literaturwissenschaftler
- Josua Eisenstadt (1885–1918), russischer Schriftsteller
- Josua Järvinen (1871–1948), finnischer Politiker
- Josua Bengtson (1882–1958), schwedischer Schauspieler
- Josua Henrik Witt (1882–1943), schwedischer Komponist
- Josua Leander Gampp (1889–1969), deutscher Graphiker, Maler und Hochschullehrer
- Josua F. Naudé (1889–1969), südafrikanischer Politiker
- Israel Joschua Singer (1893–1944), auch: Israel Josua Singer, polnischer-US-amerikanischer jiddischer Prosaiker und Übersetzer
- Josua Reichert (1937–2020), deutscher Grafiker und Grafikdesigner
- Josua Bruyn (1923–2011), niederländischer Kunsthistoriker
- Josua Koroibulu (* 1982), Profi-Rugby-Spieler aus Fidschi
- Josua Tuisova (* 1994), Profi-Rugby-Spieler aus Fidschi
- Joshua Kimmich (* 1995), Fußballspieler beim FC Bayern München und Nationalspieler in Deutschland

### Fiktive Namensträger
- Josua Washington Stone, Besatzungssoldat im Heimatfilm Mein Bruder Josua
- Josua Pike, entflohener Häftling im Abenteuervierteiler Zwei Jahre Ferien
- Prinz Josua, entführter Bruder des Protagonisten in der Fantasytrilogie Das Geheimnis der Großen Schwerter

## Kulturelle Rezeption

### Objekte mit dem Namen Josua

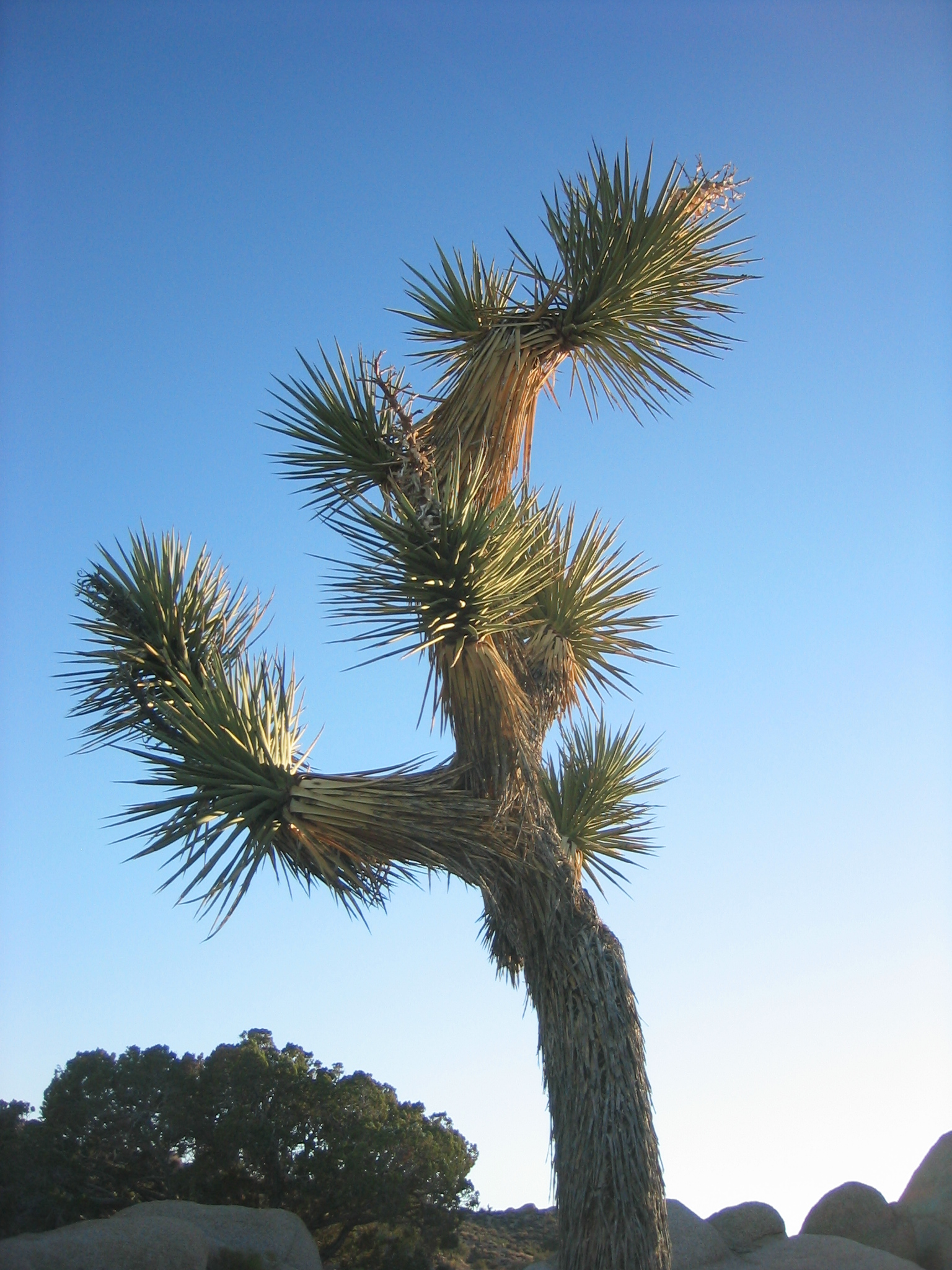
Eine Josua-Palmlilie (Yucca brevifolia)

Josua war der Name eines Lübecker Kriegsschiffs, das im Dreikronenkrieg 1565 vor Anker liegend vor der Küste von Gotland sank.
Mitglieder der Kirche Jesu Christi der Heiligen der Letzten Tage, sogenannte Mormonen, bezeichneten das im Südwesten der USA heimische Agavengewächs Yucca brevifolia als „Joshua Tree“ (Josua-Palmlilie), weil sie seine Äste mit den Armen des alttestamentlichen Volksführers aus dem Buch Josua verglichen. Der Josua-und-Kaleb-Brunnen des Künstlers Karl Donndorf in Stuttgart-Rotenberg hingegen, zeigt eine Szene aus dem 4. Buch Mose. Nahe Bergisch Gladbach gab es eine Grube Josua.
Die Josua-Anhöhe ist der höchste Hügel im Istanbuler Stadtteil Beykoz in Istanbul und ist nach Vorstellung der Einheimischen die Grabstätte des Propheten Josua (a.) [yuscha], an die eine Gedenkstätte erinnert.